# Rudani
Rudani is een plaats in de gemeente Žminj in de Kroatische provincie Istrië. De plaats telt 108 inwoners (2001).